# Antonio Casali
Antonio Casali (Roma, 25 maggio 1715 – Roma, 14 gennaio 1787) è stato un cardinale italiano.

## Biografia
Nato a Roma da Giovanni Battista, marchese di Pastina, e da Maddalena, figlia del conte Niccolò Mellini, fu destinato fin da giovane età alla carriera ecclesiastica, così da conservare il patrimonio per il fratello maggiore Alessandro, e perciò fu mandato prima a Modena per studiare nel Collegio dei Nobili e poi, ritornato a Roma, si laureò in utroque iure.
Nel 12 dicembre 1770 venne creato Cardinale da Clemente XIV per il Titolo di San Giorgio in Velabro: dallo stesso anno fu prefetto del Buon Governo fino al 1787: con questa carica, il 15 dicembre 1777 pubblicò l'Editto pontificio che dava origine al catasto dello Stato ("Allibrazione universale del terratico nelle cinque Provincie dello Stato Ecclesiastico"), il "catasto piano".
Nel 1777 divenne Cardinale con il titolo di Santa Maria ad Martyres.
Partecipò al conclave del 1774-1775 che elesse Papa Pio VI.

## Ascendenza
|                                               |               |                    | Genitori          |  |  | Nonni |  |  | Bisnonni |  |  | Trisnonni |  |
|                                               |               |                    |                   |  |  |       |  |  | …        |  |  | …         |  |
|                                               |               |                    |                   |  |  |       |  |  | …        |  |  | …         |  |
|                                               |               | …                  |                   |  |  |       |  |  | …        |  |  |           |  |
| Ludovico Casali                               |               |                    |                   |  |  |       |  |  | …        |  |  |           |  |
|                                               |               | …                  | …                 |  |  |       |  |  |          |  |  |           |  |
|                                               |               | …                  | …                 |  |  |       |  |  |          |  |  |           |  |
|                                               |               | …                  | …                 |  |  |       |  |  |          |  |  |           |  |
| Giovanni Battista Casali, marchese di Pastina |               | …                  |                   |  |  |       |  |  |          |  |  |           |  |
|                                               |               | …                  | …                 |  |  |       |  |  |          |  |  |           |  |
|                                               |               | …                  | …                 |  |  |       |  |  |          |  |  |           |  |
|                                               |               | …                  | …                 |  |  |       |  |  |          |  |  |           |  |
| Faustina Paravicini                           |               | …                  |                   |  |  |       |  |  |          |  |  |           |  |
|                                               |               | …                  | …                 |  |  |       |  |  |          |  |  |           |  |
|                                               |               | …                  | …                 |  |  |       |  |  |          |  |  |           |  |
|                                               |               | …                  | …                 |  |  |       |  |  |          |  |  |           |  |
| Antonio Casali                                |               | …                  |                   |  |  |       |  |  |          |  |  |           |  |
|                                               | Mario Mellini | Paolo Mellini      |                   |  |  |       |  |  |          |  |  |           |  |
|                                               | Mario Mellini | Paolo Mellini      |                   |  |  |       |  |  |          |  |  |           |  |
|                                               | Mario Mellini | Porzia del Mantaco |                   |  |  |       |  |  |          |  |  |           |  |
| Pietro Mellini                                | Mario Mellini |                    |                   |  |  |       |  |  |          |  |  |           |  |
|                                               |               | Ginevra Capponi    | Neri Capponi      |  |  |       |  |  |          |  |  |           |  |
|                                               |               | Ginevra Capponi    | Neri Capponi      |  |  |       |  |  |          |  |  |           |  |
|                                               |               | Ginevra Capponi    | Alessandra Covoni |  |  |       |  |  |          |  |  |           |  |
| Maria Maddalena Mellini                       |               | Ginevra Capponi    |                   |  |  |       |  |  |          |  |  |           |  |
|                                               |               | Tiberio Ceuli      | Lelio Ceuli       |  |  |       |  |  |          |  |  |           |  |
|                                               |               | Tiberio Ceuli      | Lelio Ceuli       |  |  |       |  |  |          |  |  |           |  |
|                                               |               | Tiberio Ceuli      | Giulia Mattei     |  |  |       |  |  |          |  |  |           |  |
| Giulia Ceuli                                  |               | Tiberio Ceuli      |                   |  |  |       |  |  |          |  |  |           |  |
|                                               |               | Violante Crescenzi | …                 |  |  |       |  |  |          |  |  |           |  |
|                                               |               | Violante Crescenzi | …                 |  |  |       |  |  |          |  |  |           |  |
|                                               |               | Violante Crescenzi | …                 |  |  |       |  |  |          |  |  |           |  |
|                                               |               | Violante Crescenzi |                   |  |  |       |  |  |          |  |  |           |  |